# Tapa (gastronomia)

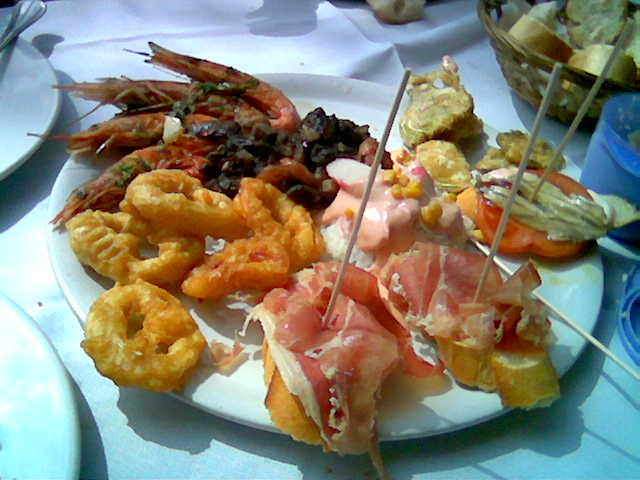
Plat de tapes.

Una tapa o tareta és una petita ració de menjar que es consumeix entre àpats, durant festes o celebracions o també al vermut o com a entremès.
En general són formades d'ingredients com el pernil, el formatge o el peix salat, combinats per a crear mescles saboroses que agusen l'apetit. Si aquest menjar es presenta damunt d'un tros de pa, se'n diu barqueta o montadito.
Una expressió equivalent d'ús més estès és "la picadeta", que consisteix en un petit menjar per a fer boca, generalment de fruits secs, peix salat, olives, patates fregides i altres menges de gust fort.

## Menjars semblants a les tapes en el món
Una presentació semblant a les tapes rep el nom de francès de canapè.
A Itàlia el pa untat amb all i oli d'oliva és una bruschetta.
Al País Basc són famosos els pintxos.